# Svarttjärnen (Jörns socken, Västerbotten, 723131-170433)
Svarttjärnen är en sjö i Skellefteå kommun i Västerbotten och ingår i Kågeälvens huvudavrinningsområde.